# Кастро (Гребен)
Кастро (грч. Κάστρο) је насељено место у општини Гребен у периферији Западна Македонија, Грчка. Према попису из 2021. године било је 11 становника.
Према бугарском географу и историчару, Василу Канчову, у Кастру је 1900. године живело 300 Грка муслимана (Валахади) и 200 Грка хришћана.  Током Балканских и Првог светског рата село је настрадало и већи део мештана је избегао, тако је после рата остало 243 житеља. Године 1923. муслиманско становништво је принудно исељено у Турску а на њихово место је насељена 21 грчка избегличка породица, којих је на попису из 1928. године било 72. Село се раније звало Хисар.